# Absturz (Unfall)

Warnzeichen für Absturzgefahr nach ISO 7010

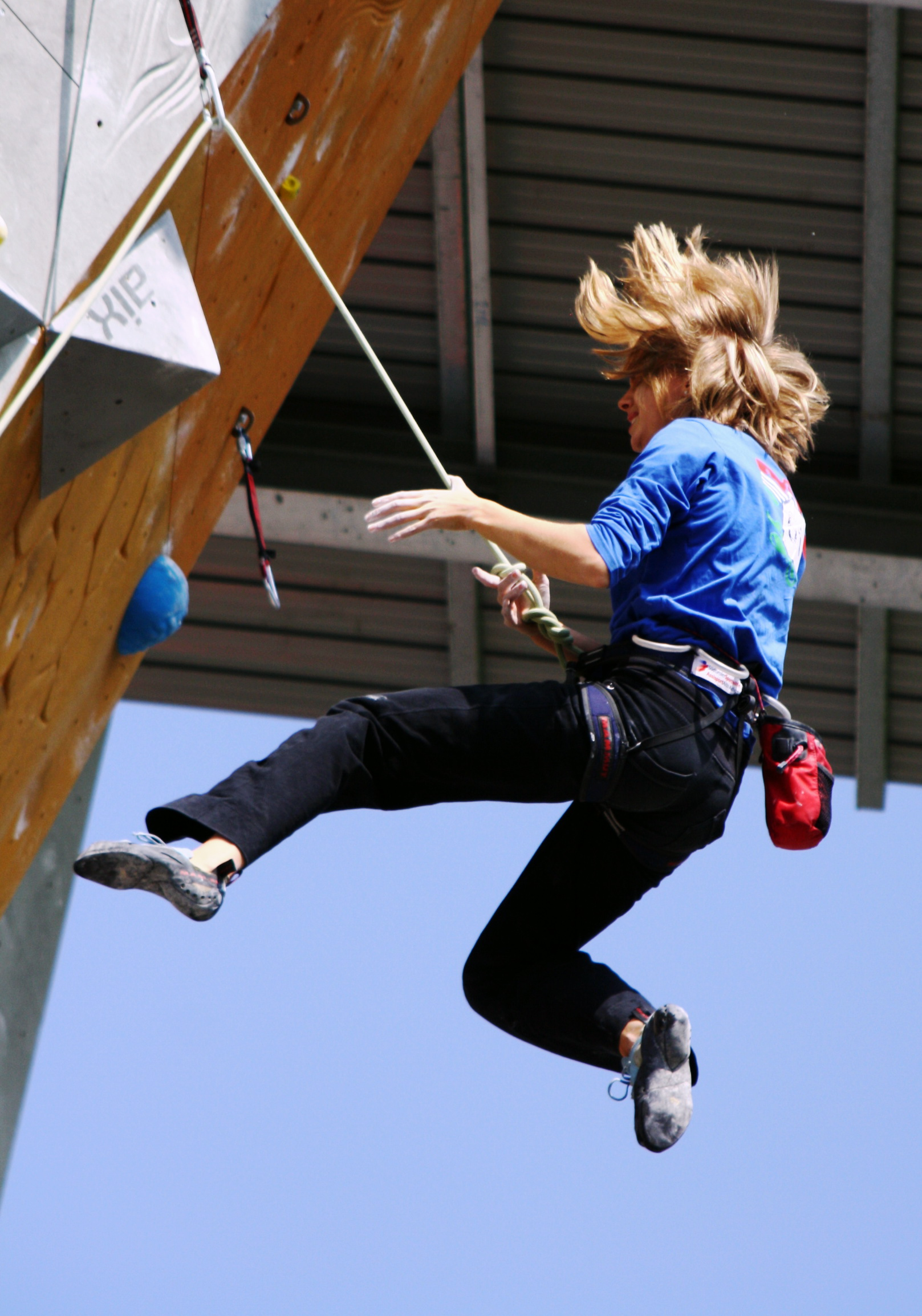
Vorstiegsturz beim Klettern

Ein Absturz ist ein Unfall, der im Gegensatz zum Sturz und Ausgleiten/Ausrutschen durch einen Fall aus einer erhöhten Position zustande kommt.

## Auftreten
Absturzunfälle treten beispielsweise auf
- bei Arbeiten auf Bauwerken, Gerüsten
- beim Sturz von Leitern oder anderen erhöhten Standorten
- bei der Benutzung von Fluggeräten (z. B. Unfälle bei Fallschirmspringen)
- beim Bergsteigen und Bergwandern (Bergunfall, Sturz ins Seil), Gerätturnen, Reiten
- als Folgereaktion von Panik, insbesondere bei Bränden

Bei einem absichtlich herbeigeführten Absturz der eigenen Person in selbstmörderischer Absicht handelt es sich nicht um einen Unfall im engeren Sinn.

## Folgen
Bereits ein Sturz aus geringer Höhe, z. B. von einer Leiter, kann zu schwersten Verletzungen führen, da meist kein Abfangen mit den Gliedmaßen möglich ist.
Die Folgen sind von sehr vielen Faktoren abhängig, beispielsweise
- der Absturzhöhe
- auftreffende Körperteile
- der Auftrefffläche (ein Auftreffen auf Steinen wird schwerere Verletzungen zur Folge haben als ein Sturz in Pulverschnee)
- Hindernissen im Verlauf der Flugbahn; der Sturz auf ein herausstehendes Objekt, wie z. B. ein Armierungseisen kann auch auf ebener Erde tödlich ausgehen
- dem Verhalten des Abstürzenden; die Verletzungsschwere ist bei Bewusstlosigkeit oder „Akzeptieren des Unvermeidlichen“ wegen des geringen Muskeltonus oft geringer
- die Körperstatur (Kleinstkinder überleben oft Stürze auch aus größeren Höhen, Katzen sind in der Lage, sich in der Luft zu drehen und mit den Gliedmaßen aufzufangen)
- Alter (besonders die mit dem Alter spröder werdende Knochenstruktur)
- die Bergungsmöglichkeiten (Folgeschäden sind beim Bergsteigen z. B. durch Kälte oder Hängen im Seil zu befürchten)

## Verletzungen
Die Verletzungen können sich je nach Absturzhöhe auf nahezu alle Organe beziehen. Da man instinktiv versucht, mit den Füßen zuerst aufzukommen, erfolgen meist Frakturen von Sprunggelenk,
Knie, Beinen, Wirbelsäule und Becken. Etwa 75 Prozent der Opfer sterben in den ersten Sekunden nach dem Aufprall.
Besonders kritisch sind:
- Schädelfrakturen (Schädelbasisbruch) und Hirnblutungen
- Bruch von Wirbelkörpern
- innere Verletzungen (Abdominaltrauma), wie Milzruptur, Ruptur (Riss) von Aorta, Hohlvene oder der Leber
- Stichverletzungen durch gebrochene Knochen oder Pfählungen, die starke Blutverluste verursachen

Daneben kommt es in der Regel zu weiteren Verletzungen, wie
- Prellungen, Schürfwunden
- Gehirnerschütterungen

Eine Analyse von 100 Suizidfällen an der Golden Gate Bridge in San Francisco (Fallhöhe ca. 75 Meter, Aufprallgeschwindigkeit ca. 120 km/h) ergab zahlreiche Todesursachen: Lungenquetschungen, kollabierte Lungen, explodierte Herzen und eine von Rippen durchbohrte Hauptschlagader oder Hohlvene.

## Schutz vor Absturz
Der beste Schutz gegen Absturz ist, sich nicht auf hochgelegene Flächen zu begeben, von denen aus man abstürzen könnte. Ist dies nicht möglich, wird die Absturzkante mit einem geeigneten Geländer geschützt. Wenn man sich privat zwangsläufig in absturzgefährdeten Bereichen bewegt, nutzt man in der Regel Kletter- oder Auffanggurte in Verbindung mit dynamischen Seilen. 
Im gewerblichen Bereich gelten die Regeln der Berufsgenossenschaften und es ist persönliche Schutzausrüstung gegen Absturz zu benutzen. 
Die Folgen von Abstürzen aus geringen Höhen für besonders kritische Körperteile lassen sich durch Protektoren (Wirbelsäule, Knie und Ellenbogen) und Helme zumindest reduzieren.

## Kuriosa
- Den Rekord für die größte überlebte Absturzhöhe hält Vesna Vulović. Sie überlebte am 26. Januar 1972 einen Sturz aus angeblich 10.160 Metern Höhe.
- Der US-Amerikaner Darren Taylor, bekannt als Professor Splash, stellte mehrere Weltrekorde auf, indem er aus großer Höhe in ein Planschbecken mit nur wenig Wasser sprang. Sein aktueller Rekord liegt bei einer Absprunghöhe von 36,5 Fuß und 8,94 Zoll (ca. 11,2 Meter) in ein Becken mit nur 12 Zoll (= 1 Fuß = 30,48 cm) tiefem Wasser.[2]
- Der erfahrene britische Fallschirmspringer Michael Holmes überlebte einen Sprung aus 3.600 Metern Höhe, nachdem sich sein Fallschirm nicht öffnete. Seine Helmkamera zeichnete den Unfall auf.[3]
- Im Dezember 2019 stürzte ein 5-jähriger Junge in Traisen, Niederösterreich, von einem Fenster in 8 m Höhe auf eine feuchte Wiese. Nach dem Sturz hatte er kaum Schmerzen und keine gröberen Verletzungen. Er durfte das Krankenhaus nach 6 Tagen wieder verlassen. Schon bei einem Sturz aus 0,5 m Höhe oder weniger kann es zu schweren Verletzungen kommen. Stürze von Kindern gelten bereits ab 1,5 m Höhe als Stürze aus großer Höhe. Dass ein Sturz aus 8 m Höhe fast unbeschadet überstanden wird, ist ein „seltener Ausnahmefall.“[4]

## Normen
Berufsgenossenschaftliche Vorschriften in Deutschland sind unter anderem:
- Unfallverhütungsvorschrift „Allgemeine Vorschriften“ BGV A 1 (bisherige VBG 1) § 33 Abs. 3
- Unfallverhütungsvorschrift „Bauarbeiten“ BGV C 22 (bisherige VBG 37) § 12 Abs. 3
- Regeln für den Einsatz von persönlichen Schutzausrüstungen gegen Absturz, DGUV Regel 112-198
- Regeln für den Einsatz von persönlichen Schutzausrüstungen zum Halten und Retten, DGUV Regel 112-199